# Raymond Saleilles
Raymond Saleilles  (Beaune, 14 de janeiro de 1855 — Paris, 3 de março de 1912) foi um jurista francês.

## Biografia
Após completar seus estudos de segundo grau em sua cidade natal, no colégio de Beaune, foi em Paris que escolheu cursar seu nível superior em uma faculdade Libre, independente da Igreja Católica. Em 1879, tornou-se presidente da Conférence Olivaint. Em 1884, obteve seu doutorado em direito e foi subsequentemente nomeado professor na faculdade de direito de Grenoble, dando aulas de história do direito. Em 1885, foi transferido à faculdade de direito de Dijon, onde ficou durante seis anos, também dando aulas de história do direito e direito constitucional.  Em 1895, tornou-se professor na faculdade de direito de Paris, onde foi encarregado de um curso de legislação penal comparada de 1895 a 1898. Em 1901, criou o curso de direito civil comparado.
No fim do século XIX e início do século XX, nasceu um novo movimento doutrinal, uma corrente reformadora que da uma dimensão científica au direito e um estudo metódico do direito que se enriquece pelas outras matérias como a sociologia, a filosofia, e que levou à inovação do direito comparado. Entre as grandes figuras desta corrente inovadora do direito, estavam Raymond Saleilles, François Gény, Marcel Planiol, e René Demogue.
Raymond Saleilles acumulava conhecimento jurídico, mas também filosófico, sociológico, histórico e econômico. Curioso das ciências jurídicas estrangeiras, ele tinha uma admiração pelo direito alemão e pela doutrina alemã, que foi base de seu mais importante trabalho intitulado Ensaio sobre as obrigações do primeiro projeto do Código civil alemão, publicado em 1901, enquanto ele era professor em Dijon. Este livro é uma inovação no direito privado das obrigações, visto que o Código civil alemão era praticamente desconhecido. Este livro fez dele um dos maiores especialistas em direito civil comparado.

## Características de suas obras e contribuições jurídicas
Publicou, notadamente, A individualização da pena em 1898, um livro que foi republicado em 1908 e 2001. Ele considera neste livro que o direito escrito inclui disposições rígidas, e que a flexibilidade da lei depende da interpretação do juiz. Ele defende, a princípio, uma "penalidade adequada à natureza do que ela vai derrotar".
Saleilles desenvolveu a teoria do risco, na qual, quanto maior o risco, maior o lucro vai ser, e, portanto, as consequências em caso de falha também.
Ele também tinha uma nova visão da jurisprudência; para ele, ela não serve mais como uma voz para as leis, mas ela permite, por sua aplicação flexível, alterar os textos.
O contexto da época, como as reunificações alemã e italiana, logo após a guerra de 1870, fez de Raymond Saleilles um admirador da doutrina Alemã, que diz que "cada nação tem seu direito."
Saleilles também buscava trazer de volta a unidade da distinção entre direitos reais e direitos pessoais. Ele formulou uma teoria que é realista, ou objetiva, dos direitos patrimoniais, que buscava confundir o conceito do direito pessoal com o do direito real, os dois vão atuar, em última análise, sobre o patrimônio de uma pessoa.
Raymond Saleilles também foi professor de direito na universidade de Dijon, onde conheceu o jurista François Gény, com quem formou uma amizade que iria afetar seus trabalhos em comum. Com ele, criou a Escola da livre investigação científica, em oposição à Escola da Exégèse: para ele, este método de interpretação do código civil atribui demasiada importância ao pé da letra do texto. O método de Gény e Saleilles parte do texto legislativo para encontrar todas as possibilidades de soluções adequadas. No caso de uma deficiência, é necessário pesquisar livremente e desenvolver a solução desejável, com inspiração na História da razão e na necessidade atual. Ele diria posteriormente : "além do código civil, mas através de código civil"

## Obras
- A individualização da pena. Estudo do crime e social, Paris, 1898.
- Da declaração de vontade. Contribuição para o estudo do ato jurídico no Código civil alemão, de 1901.
- De personalidade jurídica, de 1910.
- Patrice Rolland, "Dois católicos na Igreja e na República. Letras de Raymond Saleilles para o abade Birot (1906-1909)", Mil neuf cento. Revista de história intelectual, 34, 2016, p. 169-231.